# Arroyo Ciriaco
Arroyo Ciriaco är ett vattendrag i Argentina.   Det ligger i provinsen Corrientes, i den nordöstra delen av landet, 800 kilometer norr om huvudstaden Buenos Aires.
I omgivningarna runt Arroyo Ciriaco växer i huvudsak städsegrön lövskog. Runt Arroyo Ciriaco är det glesbefolkat, med 8 invånare per kvadratkilometer.